# Говорова Марія Степанівна
Говорова Марія Степанівна (нар. 4 червня 1914, Харків  — 21 серпня 1973, Київ) — український лікар — гастроентеролог, доктор медичних наук (1960), професор (1966).

## Біографія
Марія Степанівна Говорова народилася в червні 1914 року в
Харкові.
1936 року здобула вищу медичну освіту в Харківському медичному інституті.
У 1937—1940 роках та у 1963—1973 працювала в Київському інституті удосконалення лікарів. Від 1965 року обіймала посаду — завідувачки кафедри гастроентерології та дієтології.
У 1944—1949 роках працювала в Українському інституті клінічної медицини (Інститут кардіології АМНУ).
Обіймала посаду завідувачки клініки в Українському НДІ харчування (Київ) від 1949 року. У 1957—1963 роках виконувала обов'язки директорки установи.
Серед напрямків наукових досліджень Марії Степанівни були: гастроентерологія, дієтотерапія, організація лікувального харчування, лікувальна кулінарія.
21 серпня 1973 року Марія Степанівна Говорова померла в Києві.

## Праці
- Зміна глікемічних кривих і артеріо-венозної різниці по цукру крові у собак до і після резекції шлунка // ФЖ. 1959. Т. 5, № 5.
- Изменение некоторых показателей углеводного и липидного обмена после сахарной нагрузки у больных атеросклерозом с явлениями хронической коронарной недостаточности // ВД. 1962. № 2.
- Состояние тканевого углеводного обмена у больных язвенной болезнью после резекции желудка // Там само. № 12.
- Краткое руководство по организации лечебного питания в больничных учреждениях. К., 1965.
- Указания по повышению квалификации врачей, диетсестер и диетповаров по лечебному питанию. К., 1965[2].